# 马特·拉森
馬特·拉森（英語：Matt Larsen）是前美國海軍陸戰隊員、前美國陸軍遊騎兵以及黑帶雜誌的格鬥教練。他是柔道、巴西柔術、拳擊、空手道的專家。憑藉自己的武術專長，他開始在班寧堡教導格鬥術。